# Kobiana
Das Kobiana ist eine zur Niger-Kongo-Familie gehörende seltene Sprache in Westafrika, die in Guinea-Bissau und im Senegal gesprochen wird. Sie wird von der UNESCO als bedrohte Sprache klassifiziert. Andere Namen für die Sprachen sind Cobiana, Ubôi und Buy.

## Verbreitung
Die Sprache wird nur noch von einigen älteren Personen gesprochen. Die Zahlenangaben variieren je nach Quelle. Die UNESCO gab die Zahl für das Jahr 1998 mit 600 Sprechern an, Ethnologue ging für 2002 von 650 Sprechern in Guinée-Bissau 2002 aus, und die Universität Laval zählte für den Senegal 400.
Die Sprecher im Senegal gehen zumeist dazu über, die weitaus prestigeträchtigere – da amtliche – Sprache Französisch zu übernehmen. Einige beherrschen auch das Mandjak als Zweitsprache.

## Beschreibung
Kobiana ist eine Ost-Senegal-Guinea-Sprache und zählt zum nördlichen Zweig der atlantischen Sprachen innerhalb der Niger-Kongo-Sprachfamilie. 
Die am nächsten verwandten Sprachen sind Gunyamolo bzw. Gunyuño und Kasanga.